# Presidente del Comité Ejecutivo Central de la Unión Soviética
El cargo de Presidente del Comité Ejecutivo Central de la Unión Soviética fue el máximo cargo administrativo del Comité Ejecutivo Central de la URSS y la jefatura de Estado colectiva de la Unión Soviética entre 1922 y 1938, según la Constitución de la Unión Soviética. 
Al ser una jefatura de Estado colectiva, esta era una copresidencia ejercida por varios presidentes a la vez, los cuales eran representantes de cada una de las repúblicas de la URSS.
La Unión Soviética fue establecida en 1922. Sin embargo, en 1924 se aprobó la primera Constitución del país. Antes de ese momento, la Constitución de 1918 de la República Socialista Federativa Soviética de Rusia fue adoptada como la Constitución de facto de la URSS. De acuerdo con la Constitución de 1918, el Comité Ejecutivo Central Panruso (CEC), presidido por el jefe de Estado, tenía el poder de determinar las cuestiones de ingresos e impuestos que irían para el presupuesto del Estado y lo que iría para los sóviets locales. El CEC también podría limitar los impuestos. En los períodos entre convocatorias del Congreso de los Soviets, el CEC mantenía el poder supremo. En los períodos entre sesiones del Congreso de los Soviets, el CEC fue responsable de todos los asuntos del Congreso de los Sóviets. El CEC y el Congreso de los Sóviets fueron reemplazados por el Presídium y el Sóviet Supremo por varias enmiendas hechas a la Constitución de 1936 en 1938.

## Historia
El cargo de presidente del Comité Ejecutivo Central de la Unión Soviética fue introducido tras la creación de dicho organismo en el Tratado de Creación de la URSS, el cual estipula:
"Se elige el Presídium del Comité Ejecutivo Central de la Unión de Repúblicas Socialistas Soviéticas, compuesto por 19 miembros, de los cuales el Comité Ejecutivo Central de la Unión elige a cuatro presidentes del Comité Ejecutivo Central de la Unión, según el número de repúblicas." 
Los presidentes iniciales eran Mijaíl Kalinin, Grigori Petrovski, Aleksandr Cherviakov y Nariman Narimanov. Tras el ascenso de estatus de Uzbekistán, Turkmenistán y Tayikistán de repúblicas autónomas a repúblicas sindicales, incrementó el número de presidentes del CEC.
Siendo nominalmente la Jefatura de Estado del país, en realidad ni el Comité Ejecutivo Central ni sus presidentes tenían facultades ejecutivas reales, sino que dicho poder se concentraba en manos del Secretario General del Comité Central del PCUS y del Presidente del Consejo de Comisarios del Pueblo.
En 1938, el Congreso de los Sóviets de Toda la Unión fue reemplazado por el Sóviet Supremo, por lo que los presidentes del Comité Ejecutivo Central fueron a su vez abolidos sustituidos por el cargo único de Presidente del Presídium.

## Presidentes del Comité Ejecutivo Central de la Unión Soviética
Este cargo fue desempeñado por varias personas a la vez. Inicialmente eran cuatro, aunque su número aumentó tras la subida de rango de algunas repúblicas autónomas. Los presidentes del CEC de la URSS, además, eran los presidentes de los Comités Ejecutivos Centrales de sus respectivas repúblicas.
| Retrato                                                                          | Retrato                                                                          | Nombre (nacimiento–muerte)                                                       | Duración del mandato                                                             | Partido político                                                                 | Territorio representado                                                          | Convocatorias                                                                    |
| Presidentes del Comité Ejecutivo Central del Congreso de los Sóviets (1922-1938) | Presidentes del Comité Ejecutivo Central del Congreso de los Sóviets (1922-1938) | Presidentes del Comité Ejecutivo Central del Congreso de los Sóviets (1922-1938) | Presidentes del Comité Ejecutivo Central del Congreso de los Sóviets (1922-1938) | Presidentes del Comité Ejecutivo Central del Congreso de los Sóviets (1922-1938) | Presidentes del Comité Ejecutivo Central del Congreso de los Sóviets (1922-1938) | Presidentes del Comité Ejecutivo Central del Congreso de los Sóviets (1922-1938) |
| -------------------------------------------------------------------------------- | -------------------------------------------------------------------------------- | -------------------------------------------------------------------------------- | -------------------------------------------------------------------------------- | -------------------------------------------------------------------------------- | -------------------------------------------------------------------------------- | -------------------------------------------------------------------------------- |
|                                                                                  |                                                                                  | Mijaíl Kalinin (1875–1946)                                                       | 30 de diciembre de 1922 – 12 de enero de 1938                                    | Partido Comunista                                                                | RSFS de Rusia                                                                    | 1.º–2.º–3.º–4.º–5.º–6.º–7.º–8.º Congreso                                         |
|                                                                                  |                                                                                  | Grigori Petrovski (1878–1958)                                                    | 30 de diciembre de 1922 – 12 de enero de 1938                                    | Partido Comunista                                                                | RSS de Ucrania                                                                   | 1.º–2.º–3.º–4.º–5.º–6.º–7.º–8.º Congreso                                         |
|                                                                                  |                                                                                  | Aleksandr Cherviakov (1892-1937)                                                 | 30 de diciembre de 1922 – 16 de junio de 1937                                    | Partido Comunista                                                                | RSS de Bielorrusia                                                               | 1.º–2.º–3.º–4.º–5.º–6.º–7.º Congreso                                             |
|                                                                                  |                                                                                  | Mijaíl Stakun (1893-1943)                                                        | 17 de junio de 1937 – 14 de noviembre de 1937                                    | Partido Comunista                                                                | RSS de Bielorrusia                                                               | 8.º Congreso                                                                     |
|                                                                                  |                                                                                  | Nariman Narimanov (1870-1925)                                                    | 30 de diciembre de 1922 – 19 de marzo de 1925                                    | Partido Comunista                                                                | RSFS de Transcaucasia                                                            | 1.º–2.º–3.º Congreso                                                             |
|                                                                                  |                                                                                  | Gazanfar Musabékov (1888-1938)                                                   | 21 de mayo de 1925 – 12 de enero de 1938                                         | Partido Comunista                                                                | RSFS de Transcaucasia                                                            | 4.º–5.º–6.º–7.º Congreso                                                         |
|                                                                                  |                                                                                  | Nedirbay Aytakov (1894-1938)                                                     | 21 de mayo de 1925 - 21 de julio de 1937                                         | Partido Comunista                                                                | RSS de Turkmenistán                                                              | 4.º–5.º–6.º–7.º–8.º Congreso                                                     |
|                                                                                  |                                                                                  | Fayzulló Xojáyev (1896-1938)                                                     | 21 de mayo de 1925 - el 17 de junio de 1937                                      | Partido Comunista                                                                | RSS de Uzbekistán                                                                | 4.º–5.º–6.º–7.º–8.º Congreso                                                     |
|                                                                                  |                                                                                  | Nusratullo Maksum (1881-1937)                                                    | 18 de marzo de 1931 - 4 de enero de 1934                                         | Partido Comunista                                                                | RSS de Tayikistán                                                                | 6.º Congreso                                                                     |
|                                                                                  |                                                                                  | Abdullá Rajimbayev (1896-1938)                                                   | 4 de enero de 1934 - 7 de septiembre de 1937                                     | Partido Comunista                                                                | RSS de Tayikistán                                                                | 7.º–8.º Congreso                                                                 |

## Secretarios del Presídium del Comité Ejecutivo Central de la Unión Soviética
| Nombre (nacimiento–muerte)                                        | Nombre (nacimiento–muerte)                                        | Nombre (nacimiento–muerte)                                        | Duración del mandato                                              | Partido político                                                  | Convocatorias                                                     |
| Secretario del Presídium del Comité Ejecutivo Central (1922-1938) | Secretario del Presídium del Comité Ejecutivo Central (1922-1938) | Secretario del Presídium del Comité Ejecutivo Central (1922-1938) | Secretario del Presídium del Comité Ejecutivo Central (1922-1938) | Secretario del Presídium del Comité Ejecutivo Central (1922-1938) | Secretario del Presídium del Comité Ejecutivo Central (1922-1938) |
| ----------------------------------------------------------------- | ----------------------------------------------------------------- | ----------------------------------------------------------------- | ----------------------------------------------------------------- | ----------------------------------------------------------------- | ----------------------------------------------------------------- |
|                                                                   |                                                                   | Avel Yenukidze (1877–1937)                                        | 30 de diciembre de 1922 – 3 de marzo de 1935                      | Partido Comunista                                                 | 1.º–2.º–3.º–4.º–5.º Congreso                                      |
|                                                                   |                                                                   | Iván Akúlov (1888–1937)                                           | 3 de marzo de 1935 – 9 de julio de 1937                           | Partido Comunista                                                 | 6.º–7.º–8.º Congreso                                              |
|                                                                   |                                                                   | Aleksandr Gorkin (1897–1988)                                      | 9 de julio de 1937 – 12 de enero de 1938                          | Partido Comunista                                                 | 8.º Congreso                                                      |